# NGC 7322
NGC 7322 este o galaxie situată în constelația Cocorul. A fost descoperită în 30 august 1834 de către John Herschel.